# Zoon
Zoon (Altgriechisch ζῷον zóon ‚Tier‘) ist das einzige Album der Band The Nefilim. Zoon ist laut Sänger Carl McCoy ein Name.

## Entstehung
McCoy hatte kurz nach der Auflösung seiner vorigen Band Fields of the Nephilim angekündigt, eine neue Band namens The Nefilim zu gründen, auf die seine Anhänger jedoch lange warten mussten. Nach einem ersten Auftritt mit The Nefilim 1993 auf dem Zillo-Festival in Deutschland erschien zunächst kein Album, stattdessen kamen Gerüchte auf, dass McCoy ständig Musiker und Produzenten feuerte oder drogenabhängig geworden sei.
1996 erschien letztlich das Album Zoon. McCoy begründete die lange Wartezeit mit Problemen, einen Produzenten zu finden; diese seien entweder gut im Studio oder bei den technischen Aspekten von Live-Auftritten gewesen, aber niemals bei beidem. Wegen ihrer Unzufriedenheit mit der Produktion habe die Band das Album nach seiner Fertigstellung erneut aufnehmen müssen. Seiner Meinung nach ging die Fertigstellung jedoch ziemlich schnell vonstatten und hätte noch viel mehr Zeit in Anspruch nehmen können. Ein Großteil der Lieder vom Zillo-Festival war laut McCoy zu Zeiten des Auftritts gut gewesen, nicht jedoch für das Album, und wurde daher nicht für dieses verwertet; es solle für einen Wechsel stehen:

„I wanted ‘Zoon’ to mark a change, and it is a mark for me. I think it is the best album ever done.“

Das Album wurde Scarlett McCoy gewidmet. Für die Gestaltung wird „Artwork by Sheer Faith“ angegeben, womit Carl McCoy selbst gemeint ist, außerdem war seine Freundin, Alison Fielding, beteiligt.

## Titelliste
1. Still Life – 3:38 (Musik: McCoy, Miles; Text: McCoy)
2. Xodus – 3:47 (Musik: McCoy, Miles; Text: McCoy)
3. Shine – 6:48 (Musik: McCoy, Miles; Text: McCoy)
4. Penetration – 3:31 (Musik: McCoy, Miles; Text: McCoy)
5. Melt (The Catching of the Butterfly) – 5:02 (Musik: McCoy, Miles, Houchin, Rippin; Text: McCoy)
6. Venus Decomposing – 6:06 (Musik: McCoy, Miles, Houchin, Rippin; Text: McCoy)
7. Pazuzu (Black Rain) – 6:38 (Musik: McCoy, Miles, Houchin, Rippin; Text: McCoy)
8. Zoon (Parts 1 & 2) (Saturation) – 9:41 (McCoy)
9. Zoon (Part 3) (Wake World) – 5:28 (McCoy)
10. Coma – 2:38 (McCoy)

## Musik und Texte
Im Voices from the Darkside wurde die Musik von The Nefilim als metallischere Version von McCoys Aktivitäten bei Fields of the Nephilim bezeichnet. Von Fields of the Nephilim abweichend, weisen zahlreiche Stücke eine Affinität zum Death Metal und Industrial Metal auf und schreckten somit zahlreiche Gothic-Rock-Hörer von Anfang an ab. McCoy verriet jedoch, allgemein keinen Death Metal zu mögen, wohl aber einige Aspekte des Genres, in dem sehr viel Kraft und Energie stecke, und bezeichnete Zoon 1996 als das beste Album, das er je aufgenommen habe.
Die Liedtexte wurden nicht in das Beiheft aufgenommen; McCoy zog dies in Erwägung, wollte jedoch nicht, dass die Hörer sich nur auf die Texte und nicht auf die Musik konzentrieren. Im Idealfall transportiere die Musik die Bedeutung und könne von jedem verstanden werden, ohne die genauen Worte zu kennen. Er bestätigte jedoch, dass seine Texte diesmal persönlicher seien als auf früheren Werken. Am Ende des Lieds Melt (The Catching of the Butterfly) findet sich die von Carl McCoys Tochter gesprochene Passage „Even angels lose their wings eventually“. Bezüglich des von McCoy intendierten Wechsels fragte Dagmar Rath nach, wieso das Album mit Still Life (‚Stillleben‘) beginne und mit Coma (‚Koma‘) ende, beides dem Tode ähnliche Status; McCoy antwortete mit den Hinweis auf seinen Startpunkt, der Auflösung seiner vorigen Band, von dem aus er beginnen musste.

## Kritiken
Im Voices from the Darkside wurde Stücken wie Xodus und Penetration attestiert, sich in ihrer Schwere problemlos gegen viele zeitgenössische Death-Metal-Veröffentlichungen behaupten zu können. Das Album sei eine der größten Überraschungen des Jahres 1996, werde aber vermutlich nicht allen alten Anhängern von McCoys Werken gefallen.